# Iglesia Mater Dolorosa (Mbabane)
La Iglesia Mater Dolorosa o simplemente Parroquia Mater Dolorosa (en inglés: Mater Dolorosa Parish o Mater Dolorosa Church) es el nombre que recibe un templo de la Iglesia católica que se encuentra en la localidad de Mbabane, la capital del país africano de Suazilandia. Esta justo a un lado de La Escuela primaria y secundaria del mismo nombre. (The Mater Dolorosa primary school and Mater Dolorosa high school).
Empezó como la misión de Mater Dolorosa establecida en enero de 1914.
A diferencia de la mayoría de los países africanos el principal templo de la iglesia no se encuentra ubicado en la capital sino en este caso en la ciudad de Manzini (Catedral de Nuestra Señora de la Asunción). El nombre Mater Dolorosa se refiere a una de las formar de llamar en latín a la advocación de Nuestra Señora de los Dolores.
El 27 de enero de 2014 se realizaron las celebraciones en este templo 100 años de la iglesia católica en esa nación. Durante una ceremonia religiosa el ministro de finanzas sufrió un colapso en el lugar por lo que tuvo que ser atendido.